# Перфилова, Лия Михайловна
Лия Михайловна Перфилова — советский хозяйственный, государственный и политический деятель.

## Биография
Родилась в 1918 году. Член КПСС.
С 1938 года — на хозяйственной, общественной и политической работе. В 1938—1981 гг. — комсомольский и партийный работник в городе Москва, заместитель начальника главка, заместитель секретаря парткома, секретарь парткома Министерства строительства РСФСР, секретарь, первый секретарь Фрунзенского райкома КПСС города Москвы, заведующая отделом Московского горкома КПСС.
Делегат XXII съезда КПСС.
Умерла в Москве в 1986 году.